# Ectopistidectes
Ectopistidectes är ett släkte av insekter. Ectopistidectes ingår i familjen vårtbitare.
Kladogram enligt Catalogue of Life:
| Ectopistidectes | \| \| Ectopistidectes daptes \| \| \| \| \| \| Ectopistidectes viridis \| \| \| \| |
|                 | \| \| Ectopistidectes daptes \| \| \| \| \| \| Ectopistidectes viridis \| \| \| \| |
|                 | Ectopistidectes daptes                                                             |
|                 |                                                                                    |
|                 | Ectopistidectes viridis                                                            |
|                 |                                                                                    |